# Horná Ždaňa
Horná Ždaňa es un municipio del distrito de Žiar nad Hronom en la región de Banská Bystrica, Eslovaquia, con una población estimada a final del año 2024 de 528 habitantes.
Se encuentra ubicado al noroeste de la región, en el valle del río Hron —un afluente izquierdo del Danubio— y cerca de la frontera con las regiones de Nitra y Trenčín.

## Demografía
| Año        | 1994 | 2004    | 2014    | 2024    |
| ---------- | ---- | ------- | ------- | ------- |
| Población  | 510  | 542     | 553     | 528     |
| Diferencia |      | +6,27 % | +2,02 % | −4,52 % |

| Año        | 2023 | 2024    |
| ---------- | ---- | ------- |
| Población  | 535  | 528     |
| Diferencia |      | −1,30 % |